# Augsburg College

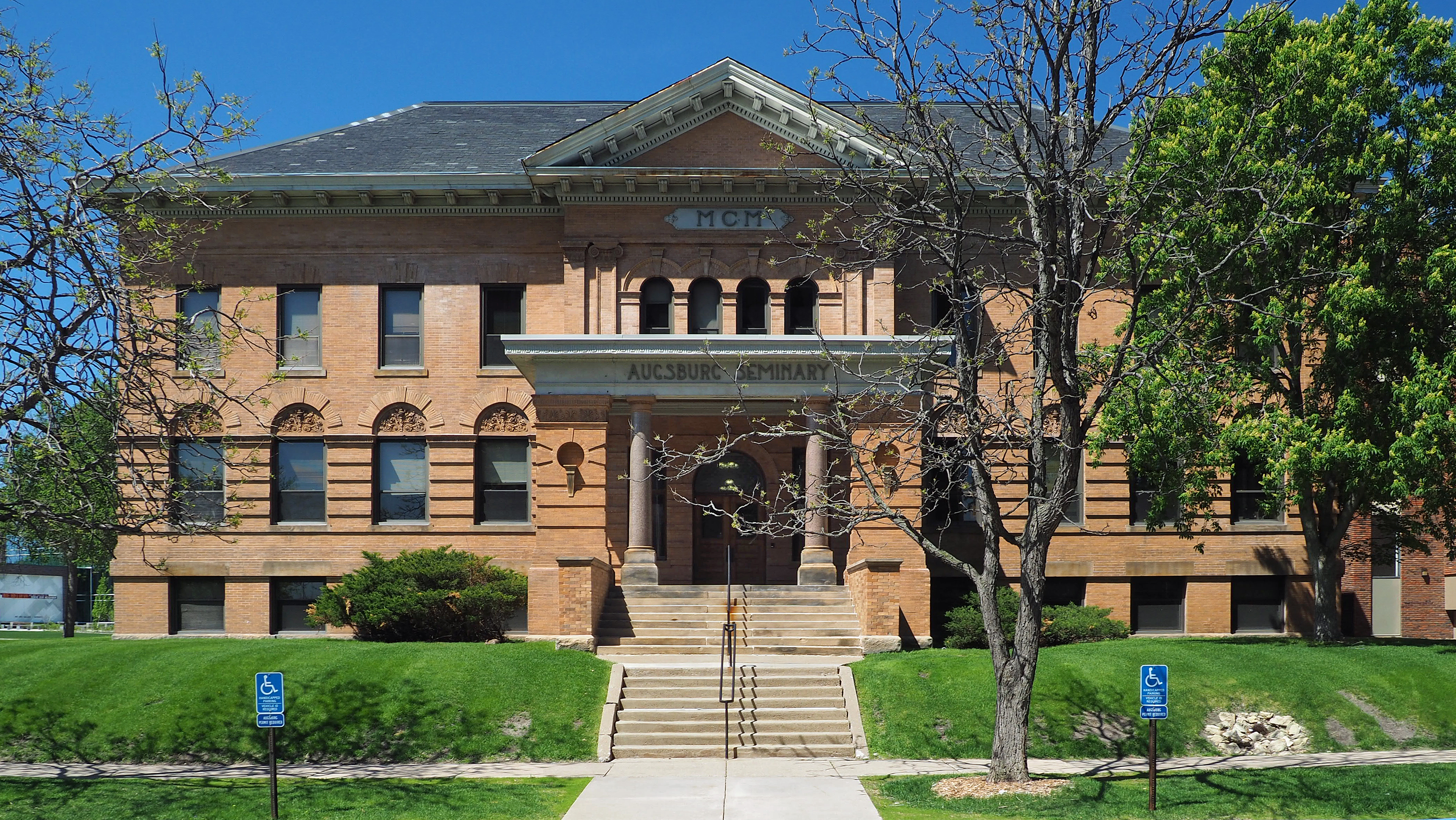
Augsburg College

Augsburg College är en högskola (Liberal Arts College) i Minneapolis, Minnesota, USA, etablerad 1869 av norsk-amerikanska invandrare.